# ボストン・レッズ

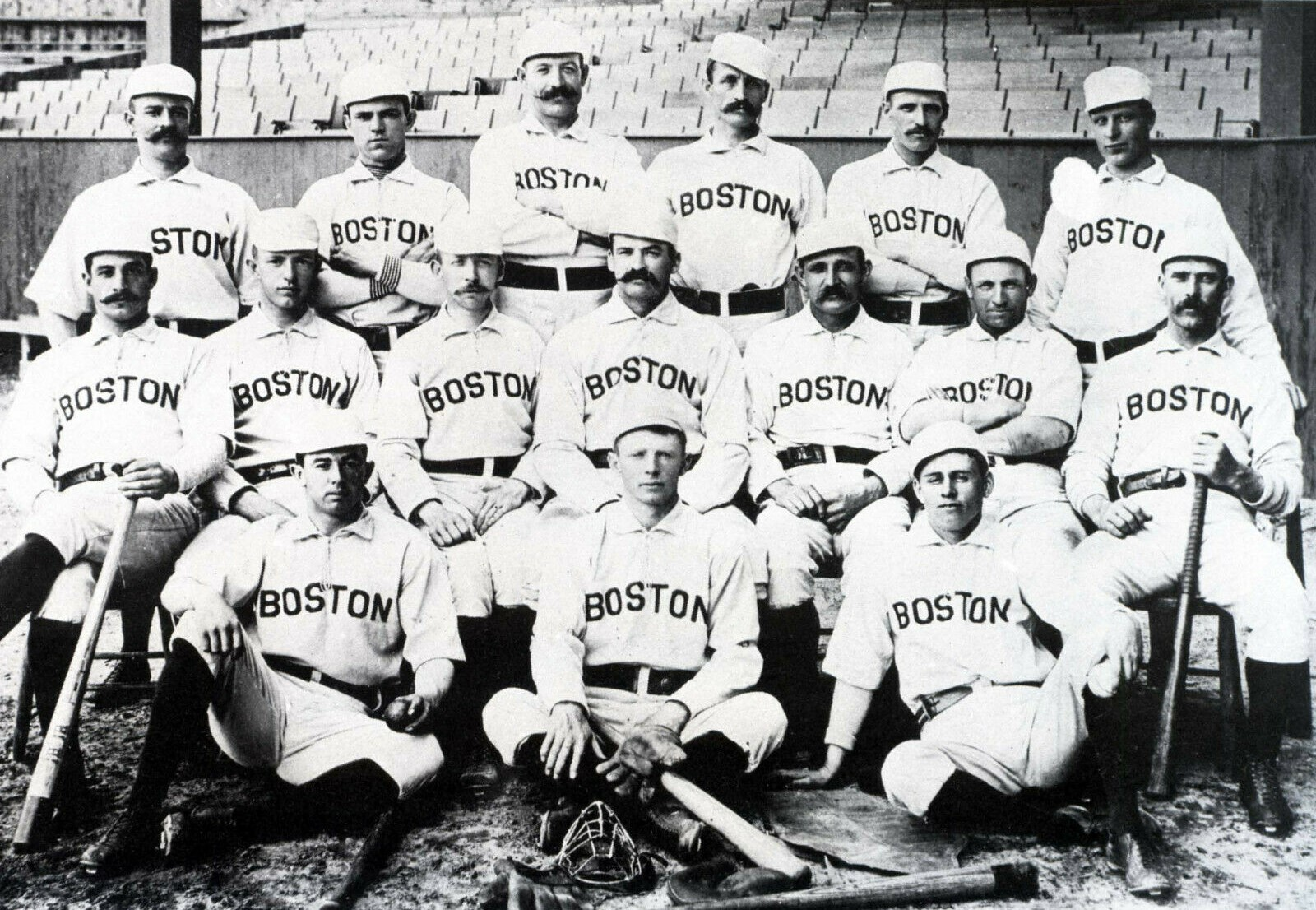
1890年

ボストン・レッズ（Boston Reds）は、1890年と1891年に、アメリカ合衆国マサチューセッツ州ボストンを本拠地として、プレイヤーズ・リーグとアメリカン・アソシエーションに加盟していたプロ野球チーム。

## 球団史
1890年のプレイヤーズ・リーグ創設の際球団が作られた。キング・ケリーが監督を勤めたボストンには、投手ではチャールズ・ラドボーンやビル・デイリー、攻撃陣はダン・ブローザースやハーディー・リチャードソンらの強打者やトム・ブラウン、ハリー・ストーヴィーらの俊足の選手が揃った。同年、チームは2位に6.5ゲーム差をつけてプレイヤーズ・リーグで優勝する。リーグが1年で解散すると、レッズは翌年のアメリカン・アソシエーションに加盟した。
1891年はジョージ・ハドックとチャーリー・バフィントンの二人の投手が中心で、前年強打を誇った打線はデューク・ファレルやヒュー・ダフィーの加入でさらに厚みを増した。この年はダン・ブローザースが首位打者となったのを初め、ファレルとダフィーがリーグ最多の110打点を記録、またトム・ブラウンは189安打、177得点、106盗塁という記録を作り、2位のセントルイス・ブラウンズ（現カージナルス）を8.5ゲーム引き離してリーグを制覇した。
しかし同年を最後にアメリカン・アソシエーションが破綻する。アメリカン・アソシエーションの球団の一部はナショナルリーグに移籍したが、既にボストンを本拠地とする球団が参加していたナショナルリーグは、レッズの参加を拒否する。レッズのオーナーはナショナルリーグから135,000ドルの和解金の支払いを受け、チームは1891年に解体された。

## 戦績
※順位は勝率による。
| 年度   | リーグ | 試合 | 勝利 | 敗戦 | 勝率 | 順位 | 監督                 | 本拠地                  |
| ------ | ------ | ---- | ---- | ---- | ---- | ---- | -------------------- | ----------------------- |
| 1890年 | PL     | 130  | 81   | 48   | .628 | 1位  | キング・ケリー       | Congress Street Grounds |
| 1891年 | AA     | 139  | 93   | 42   | .689 | 1位  | アーサー・アーウィン | Congress Street Grounds |

## 所属した主な選手
- ダン・ブローザース：1891年に打率.350を記録しリーグ首位打者となる。
- ハーディ・リチャードソン：1890年にリーグ最多の146打点。
- トム・ブラウン：1891年に189安打、106盗塁、177得点を記録した。
- ハリー・ストーヴィー：1890年に97盗塁を記録。
- デューク・ファレル：1891年に最多本塁打、最多打点
- ヒュー・ダフィー：1891年にデューク・ファレルと最多打点を分け合った。
- チャールズ・ラドボーン：1890年に27勝を挙げた。
- ジョージ・ハドック：1891年に34勝を記録。

## 主な球団記録
球団記録
- プレイヤーズ・リーグ優勝：1890年
- アメリカン・アソシエーション リーグ優勝：1891年

打撃記録
- 通算安打数：338（トム・ブラウン）
- 通算本塁打：20（ハーディー・リチャードソン）
- 通算打点数：206（ダン・ブローザース）
- 通算盗塁数：185（トム・ブラウン）

投手記録
- 通算勝利数：34（ジョージ・ハドック）
- 通算奪三振：178（ビル・デイリー）